# Sahaswan
Sahaswan è una suddivisione dell'India, classificata come municipal board, di 58.194 abitanti, situata nel distretto di Budaun, nello stato federato dell'Uttar Pradesh. In base al numero di abitanti la città rientra nella classe II (da 50.000 a 99.999 persone).

## Geografia fisica
La città è situata a 28° 4' 60 N e 78° 45' 0 E e ha un'altitudine di 171 m s.l.m..

## Società

### Evoluzione demografica
Al censimento del 2001 la popolazione di Sahaswan assommava a 58.194 persone, delle quali 30.440 maschi e 27.754 femmine. I bambini di età inferiore o uguale ai sei anni assommavano a 11.321, dei quali 5.954 maschi e 5.367 femmine. Infine, coloro che erano in grado di saper almeno leggere e scrivere erano 18.160, dei quali 11.060 maschi e 7.100 femmine.